# Lý Đức (vận động viên)
Lý Đức (sinh ngày 19 tháng 10 năm 1965) là một cựu vận động viên thể dục thể hình người Việt Nam. 
Ông khởi đầu sự nghiệp năm 1984. Thành tích cao nhất của ông là xếp hạng 4 thế giới năm 1999. Ông từng đoạt huy chương vàng châu Á trong 5 năm liên tục (từ 1997 đến 2001), 4 huy chương vàng Đông Nam Á và huy chương vàng Đại hội Thể thao châu Á 2002 tại Busan.